# Torneos WTA 125s en 2014

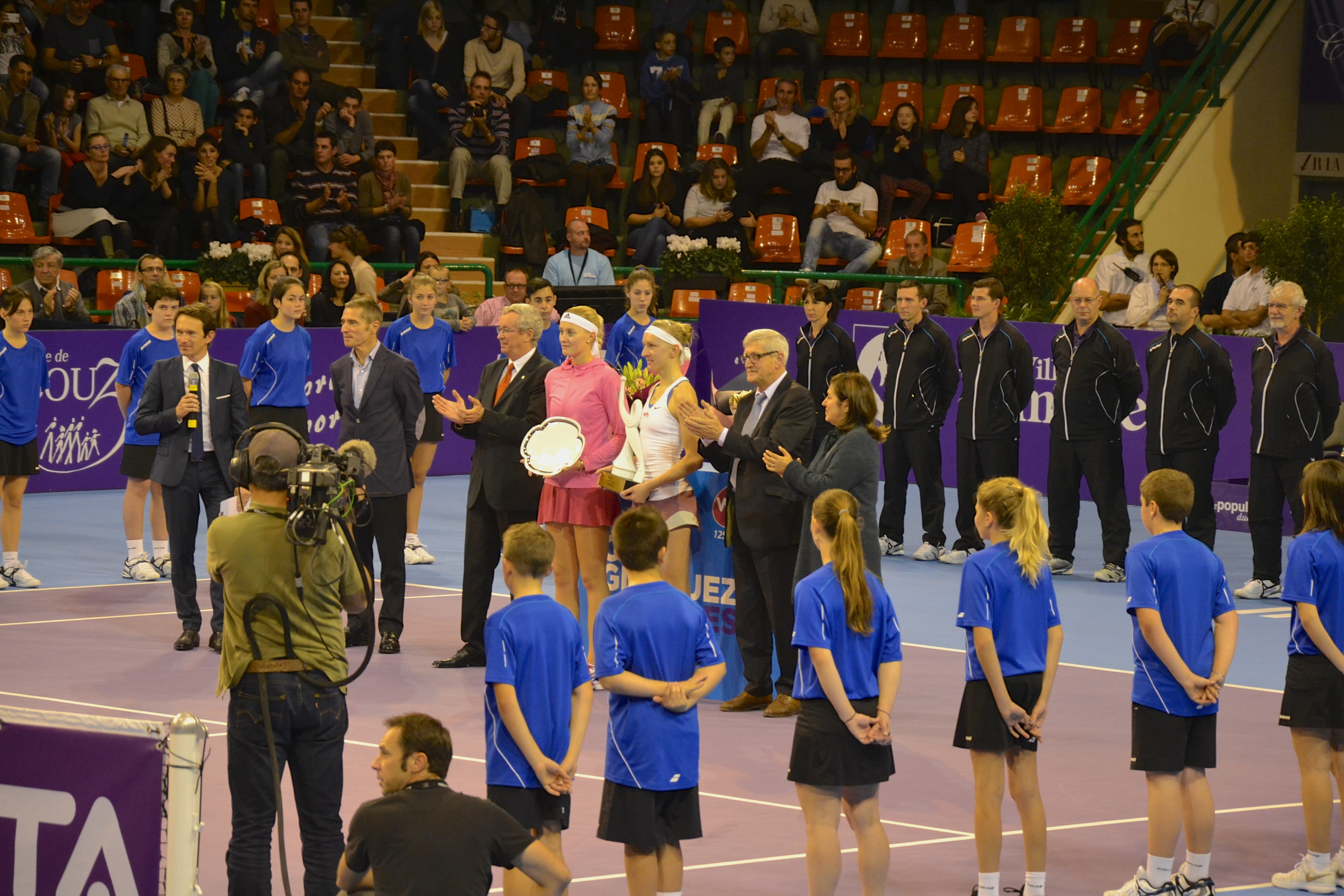
Ceremonia de entrega de premios del cuadro individual del Open de tenis de Limoges 2014.

La WTA 125K serie es la categoría secundaria del tenis profesional femenino. Organizado por la Asociación de Tenis de Mujeres. El WTA 125K serie 2014 consta de cinco torneos, cada uno con una bolsa de premios de 125.000 dólares. A partir de 2013, tanto el torneo de Cali como el de Nanjing eran simultáneos, por lo que Nanjing fue reemplazado por Nanchang, y a partir de 2014 se incluyó un nuevo torneo en Limoges, Francia.

## Torneos
| Semana          | Torneo | Campeonas                                           | Subcampeonas                    | Semifinalistas                   | Cuartos de final                                                  |
| --------------- | --- | --------------------------------------------------- | ------------------------------- | -------------------------------- | ----------------------------------------------------------------- |
| 21 de julio     | Jiangxi International Women's Tennis Open Nanchang, China $125,000 - Dura - 32S/16Q/16D Cuadrado Individual - Cuadrado Dobles | Peng Shuai 6-2, 3-6, 6-3                            | Liu Fangzhou                    | Zheng Saisai Luksika Kumkhum     | Wang Qiang Misaki Doi Wang Yafan Zhang Ling                       |
| 21 de julio     | Jiangxi International Women's Tennis Open Nanchang, China $125,000 - Dura - 32S/16Q/16D Cuadrado Individual - Cuadrado Dobles | Chuang Chia-jung Junri Namigata 7–6(7–4), 6–3       | Chan Chin-wei Xu Yifan          | Zheng Saisai Luksika Kumkhum     | Wang Qiang Misaki Doi Wang Yafan Zhang Ling                       |
| 1 de septiembre | Suzhou Ladies Open Suzhou, China $125,000 – Dura – 32S/16Q/16D Cuadrado Individual - Cuadrado Dobles                          | Anna-Lena Friedsam 6–1, 6–3                         | Duan Yingying                   | Jana Čepelová Misa Eguchi        | Zheng Saisai Kateryna Kozlova Risa Ozaki Patricia Mayr-Achleitner |
| 1 de septiembre | Suzhou Ladies Open Suzhou, China $125,000 – Dura – 32S/16Q/16D Cuadrado Individual - Cuadrado Dobles                          | Chan Chin-wei Chuang Chia-jung 6–1, 3–6, [10–7]     | Misa Eguchi Eri Hozumi          | Jana Čepelová Misa Eguchi        | Zheng Saisai Kateryna Kozlova Risa Ozaki Patricia Mayr-Achleitner |
| 27 de octubre   | Ningbo International Women's Tennis Open Ningbo, China $125,000 – Dura – 32S/16Q/16D Cuadrado Individual - Cuadrado Dobles    | Magda Linette 3-6, 7-5, 6-1                         | Wang Qiang                      | Duan Yingying Paula Kania        | Ekaterina Bychkova Zhu Lin Wang Yan Zheng Saisai                  |
| 27 de octubre   | Ningbo International Women's Tennis Open Ningbo, China $125,000 – Dura – 32S/16Q/16D Cuadrado Individual - Cuadrado Dobles    | Olga Savchuk Arina Rodionova 4–6, 7–6(7–2), [10–6]  | Han Xinyun Zhang Kai-Lin        | Duan Yingying Paula Kania        | Ekaterina Bychkova Zhu Lin Wang Yan Zheng Saisai                  |
| 3 de noviembre  | OEC Taipei Ladies Open Taipéi, Taiwán $125,000 – Carpet (i) – 32S/16Q/16D Cuadrado Individual - Cuadrado Dobles               | Vitalia Diatchenko 1-6, 6-2, 6-4                    | Chan Yung-jan                   | Anna-Lena Friedsam Ana Bogdan    | Magda Linette Alla Kudryavtseva Zheng Saisai Luksika Kumkhum      |
| 3 de noviembre  | OEC Taipei Ladies Open Taipéi, Taiwán $125,000 – Carpet (i) – 32S/16Q/16D Cuadrado Individual - Cuadrado Dobles               | Chan Hao-ching Chan Yung-jan 6-4, 6-3               | Chang Kai-chen Chuang Chia-jung | Anna-Lena Friedsam Ana Bogdan    | Magda Linette Alla Kudryavtseva Zheng Saisai Luksika Kumkhum      |
| 3 de noviembre  | Open GDF Suez de Limoges Limoges, Francia $125,000 – Dura – 32S/16Q/8D Cuadrado Individual - Cuadrado Dobles                  | Tereza Smitková 7–6(7–4), 7-5                       | Kristina Mladenovic             | Francesca Schiavone Oceane Dodin | Lesia Tsurenko Richel Hogenkamp Ana Konjuh Yulia Putintseva       |
| 3 de noviembre  | Open GDF Suez de Limoges Limoges, Francia $125,000 – Dura – 32S/16Q/8D Cuadrado Individual - Cuadrado Dobles                  | Kateřina Siniaková Renata Voráčová 2-6, 6-2, [10-5] | Timea Babos Kristina Mladenovic | Francesca Schiavone Oceane Dodin | Lesia Tsurenko Richel Hogenkamp Ana Konjuh Yulia Putintseva       |

## Distribución de puntos

### Individual
Los puntos se otorgan de la siguiente manera:
| Torneo Categoría    | G   | F  | SF | CF | R16 | R32 | Q | Q1 | Q2 |
| ------------------- | --- | -- | -- | -- | --- | --- | - | -- | -- |
| Challenger $125.000 | 160 | 95 | 57 | 29 | 15  | 1   | 6 | 4  | 1  |

### Dobles
| Torneo Categoría    | G   | F  | SF | CF | R16 |
| ------------------- | --- | -- | -- | -- | --- |
| Challenger $125.000 | 160 | 95 | 57 | 29 | 1   |

## Estadística
En los cuadros figuran el número de sencillos (S) y dobles (D) Títulos ganados por cada jugador y cada nación durante la temporada, dentro de todas las categorías del torneo de la WTA 2013 125s. Los jugadores / países sean ordenados por:
1) el número total de títulos (un título de dobles ganado por dos jugadores que representan a los condes misma nación que sólo una victoria para la nación).

2) un sencillo> duplica jerarquía.

3) por orden alfabético (por los apellidos de los jugadores).
Para evitar la confusión y la doble contabilización, estas tablas deben actualizarse sólo después de que un evento se haya completado.

### Títulos ganados por el jugadoras
| Total | Jugadoras          | S | D | S | D |
| ----- | ------------------ | - | - | - | - |
| 2     | Chuang Chia-jung   |   | ● | 0 | 2 |
| 1     | Vitalia Diatchenko | ● |   | 1 | 0 |
| 1     | Anna-Lena Friedsam | ● |   | 1 | 0 |
| 1     | Magda Linette      | ● |   | 1 | 0 |
| 1     | Peng Shuai         | ● |   | 1 | 0 |
| 1     | Tereza Smitková    | ● |   | 1 | 0 |
| 1     | Chan Chin-wei      |   | ● | 0 | 1 |
| 1     | Chan Hao-ching     |   | ● | 0 | 1 |
| 1     | Chan Yung-jan      |   | ● | 0 | 1 |
| 1     | Junri Namigata     |   | ● | 0 | 1 |
| 1     | Arina Rodionova    |   | ● | 0 | 1 |
| 1     | Olga Savchuk       |   | ● | 0 | 1 |
| 1     | Kateřina Siniaková |   | ● | 0 | 1 |
| 1     | Renata Voráčová    |   | ● | 0 | 1 |

### Títulos ganados por país
| Total | Países          | S | D | S | D |
| ----- | --------------- | - | - | - | - |
| 3     | China Taipéi    |   | ● | 0 | 3 |
| 2     | República Checa | ● | ● | 1 | 1 |
| 1     | Alemania        | ● |   | 1 | 0 |
| 1     | China           | ● |   | 1 | 0 |
| 1     | Polonia         | ● |   | 1 | 0 |
| 1     | Rusia           | ● |   | 1 | 0 |
| 1     | Australia       |   | ● | 0 | 1 |
| 1     | Japón           |   | ● | 0 | 1 |
| 1     | Ucrania         |   | ● | 0 | 1 |